# Gritt Hofmann

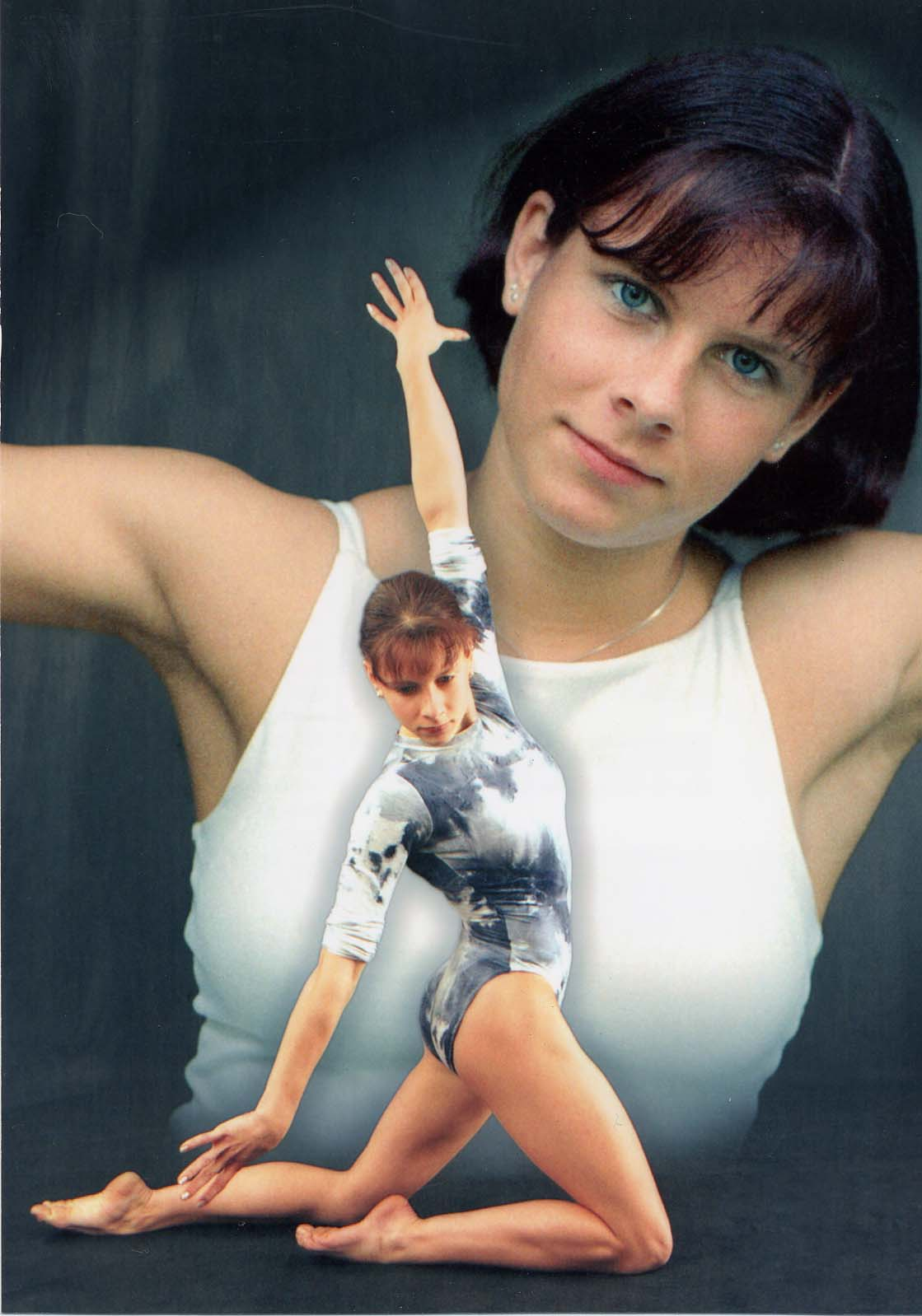
Gritt Hofmann

Gritt Hofmann (* 17. August 1980 in Berlin; seit 2007 Batchelor-Hofmann) ist eine ehemalige Nationalturnerin und Innenarchitektin.
Gritt Hofmann trainierte bei SC Berlin. Ihre Trainer waren Wolfgang Riedel, Heidrun Effler, Steffen Gödicke und Norbert Kuhn. Am 26. Dezember 2001 verabschiedete sich Gritt Hofmann von ihrem deutschen Publikum beim Weihnachts-Schauturnen in Berlin. Sie setzte ihre sportliche Karriere in Salt Lake City bei den Utah Red Rocks der University of Utah fort und studierte dort Innenarchitektur.
Seit 2007 ist sie mit Dan Batchelor verheiratet und lebt und arbeitet in Salt Lake City.

## Erfolge
- 1994: 1. Platz bei dem Juniorenländerwettkampf in England im Mehrkampf
- 1995: 1. Platz bei den Deutschen Jugendmeisterschaften im Mehrkampf
- 1995: 2. Platz bei der Junioren-Europameisterschaft Mannschaft mit der Mannschaft
- 1996: 7. Platz bei den Europameisterschaften in Birmingham mit der Mannschaft
- 1997: 1. Platz bei den Deutschen Meisterschaften im Mehrkampf
- 1998: 10. Platz bei den Europameisterschaften in Sankt Petersburg mit der Mannschaft
- 1998: 14. Platz bei den Europameisterschaften in Sankt Petersburg im Mehrkampf
- 2000: 9. Platz bei den Europameisterschaften in Paris mit der Mannschaft
- 2001: 8. Platz bei den Weltmeisterschaften in Gent mit der Mannschaft